# エルサルバドル大学
エルサルバドル大学（エルサルバドル国立大学とも。スペイン語:Universidad de El Salvador。略称:UES）はエルサルバドル最古かつ最も有名な大学・大学院である。エルサルバドル国内で唯一の国立大学である。メインキャンパスはサン・サルバドルのシウダ・ウニベルシタリア（Ciudad Universitaria）で、サンタ・アナ、サンミゲル、サン・ビセンテなどの国内の都市にもキャンパスがある。その上、新キャンパスが、国内北部のヌエバ・コンセプシオンの地方自治体にあるチャラテナンゴに創設された。

## 沿革

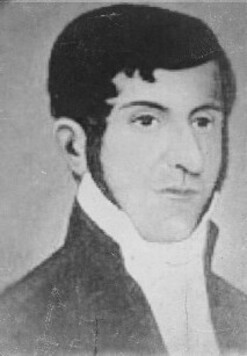
エルサルバドル大学の創立者の一人である、フアン・リンド

エルサルバドル大学は1841年2月16日に、フランシスコ・マレスピン将軍とクリサント・サラサール司祭が中心となって、サンサルバドル市の若者へ将来の教育を提供していた組織によって、創立された。大学の存続を通して財政的に不安定であったので、早くからエルサルバドル政府の支援や募金を受けて、特徴付けられてきた。1950年代になると、エルサルバドル大学は国内の独裁政権に対して難局に直面する事となり、多くの学生や教授が軍事政権下の抑圧により犠牲となっていった。1970年代には学生の間で暴動が起きた。1972年7月19日には、コロネル・アーチュロ・アルマンド・モリーナ政権が軍事政権と共に、大学で行われた学生の暴動を鎮圧する目的で大学当局に介入した事件が起きた。軍事政権による大学の占拠は1973年末まで続き、大学のキャンパスは軍隊によって占領されていた。1974年に大学が再開されると、大学のコミュニティに対してキャンペーンが始まり、マルクス主義理論を教えていた教授を中心に告訴されていった。数年のうちに、何百人もの生徒や教授，研究者が政府の抑圧に犠牲になり、1980年10月には、フェリックス・ウジョア総長が暗殺される事態に発展してしまった。
1980年6月26日に、大学は再び軍事勢力により占領され、3年もの間占拠は続いた。1986年10月10日に起きた地震(サンサルバドル地震)では、サンサルバドルにある大学のキャンパスのインフラストラクチャーに深刻な被害が出た。国内内戦の期間中(1980年〜1992年)は、エルサルバドル大学にとって衰退の時代を余儀なくされた期間でもあった。
1991年にファビオ・カスティーリオが総長に選ばれると、大学にとって復興の時代が始まった。1999年〜2008年の間に、マリア・イサベル・ロドリゲスが管理していた期間中には、大学は政府の手から離れ、キャンパスのインフラストラクチャーも発展した。その間に大学は、大衆に開かれた物として、進歩的かつ民主的な路線を維持するようになった。

## 学部構成
エルサルバドル大学のキャンパスの学部構成は、以下の通りになる。

### サンサルバドル（メインキャンパス）
- Facultad de Ciencias Agronómicas（農学部）
- Facultad de Ciencias Económicas（経済学部）
- Facultad de Ciencias y Humanidades（人文科学部）
- Facultad de Ciencias Naturales y Matemática（自然科学・数学部）
- Facultad de Ingeniería y Arquitectura（工学・建築学部）
- Facultad de Jurisprudencia y Ciencias Sociales（法学・社会科学部）
- Facultad de Medicina（医学部）
- Facultad de Odontología（歯学部）
- Facultad de Química y Farmacia（化学・薬学部）

### その他のキャンパス
- Facultad Multidisciplinaria de Occidente（西部総合学部、サンタ・アナ)
- Facultad Multidisciplinaria de Oriente（東部総合学部、サン・ミゲル)
- Facultad Multidisciplinaria Paracentral（中部総合学部、サン・ビセンテ)

## 著名な出身者
- アグスティン・ファラブンド・マルティ
- イシドロ・メネンデス
- エウヘニオ・アギラール
- ナポレオン・ロドリゲス・ルイス
- ファビオ・カスティージョ・フィゲローア
- フアン・ホセ・カーニャス
- フェルナンド・ジョルト
- ホセ・クリサント・サラサール
- マリア・イサベル・ロドリゲス
- マルタ・リディア・セラヤンディア・シスネロス
- ラファエル・メンヒバル・ラリン